# Sparasion pallidinerve
Sparasion pallidinerve är en stekelart som beskrevs av Costa 1884. Sparasion pallidinerve ingår i släktet Sparasion och familjen Scelionidae. Inga underarter finns listade i Catalogue of Life.